# Eugeen van Mieghem
Pour les articles homonymes, voir Van Mieghem et Mieghem.
Eugeen van Mieghem est un peintre belge né à Anvers le 1er octobre 1875 et mort le 24 mars 1930.

## Biographie
C'est à l'école primaire que se révèlent les talents artistiques d'Eugeen van Mieghem. Aux alentours de 1892, il fait la découverte des œuvres de Vincent van Gogh, de Georges Seurat, de Constantin Meunier et de Henri de Toulouse-Lautrec, qui l'orienteront vers l'art réaliste. Ses modèles et thèmes d'inspiration seront désormais le petit peuple gravitant autour du port d'Anvers.
En 1892, il suit les cours de l'Académie royale des beaux-arts d'Anvers, mais en est renvoyé. Il fréquente alors des mouvements politiques culturels progressistes et rejoint un groupe anarchiste.
Van Mieghem connaît le succès au Salon de La Libre Esthétique de Bruxelles en 1901, où ses œuvres sont exposées à côté de celles de Claude Monet, Paul Cézanne, Camille Pissarro, Auguste Renoir et Édouard Vuillard.
Eugeen Van Mieghem épouse Augustine Pautre en 1902, mais celle-ci tombe malade en novembre 1904. Il lui consacre de nombreux dessins et pastels. En 1905, il devient membre du cercle anversois L'Art Contemporain (Kunst van Heden).
Van Mieghem perd son épouse et n'expose plus jusqu'en 1910. Suivent des expositions à Anvers, en 1912, puis Cologne et La Haye.
Il expose une série d'œuvres ayant la Première Guerre mondiale pour thème en mars 1919, remarquée par la critique, série qu'il exposera par la suite à Schéveningue. Nommé professeur à l'Académie d'Anvers en 1919, il participera tous les ans à des expositions jusqu'à sa mort.
Il est membre du cercle anversois De Scalden (affiche 6e tentoonstelling van vrije en decoratieve kunst, 1904).

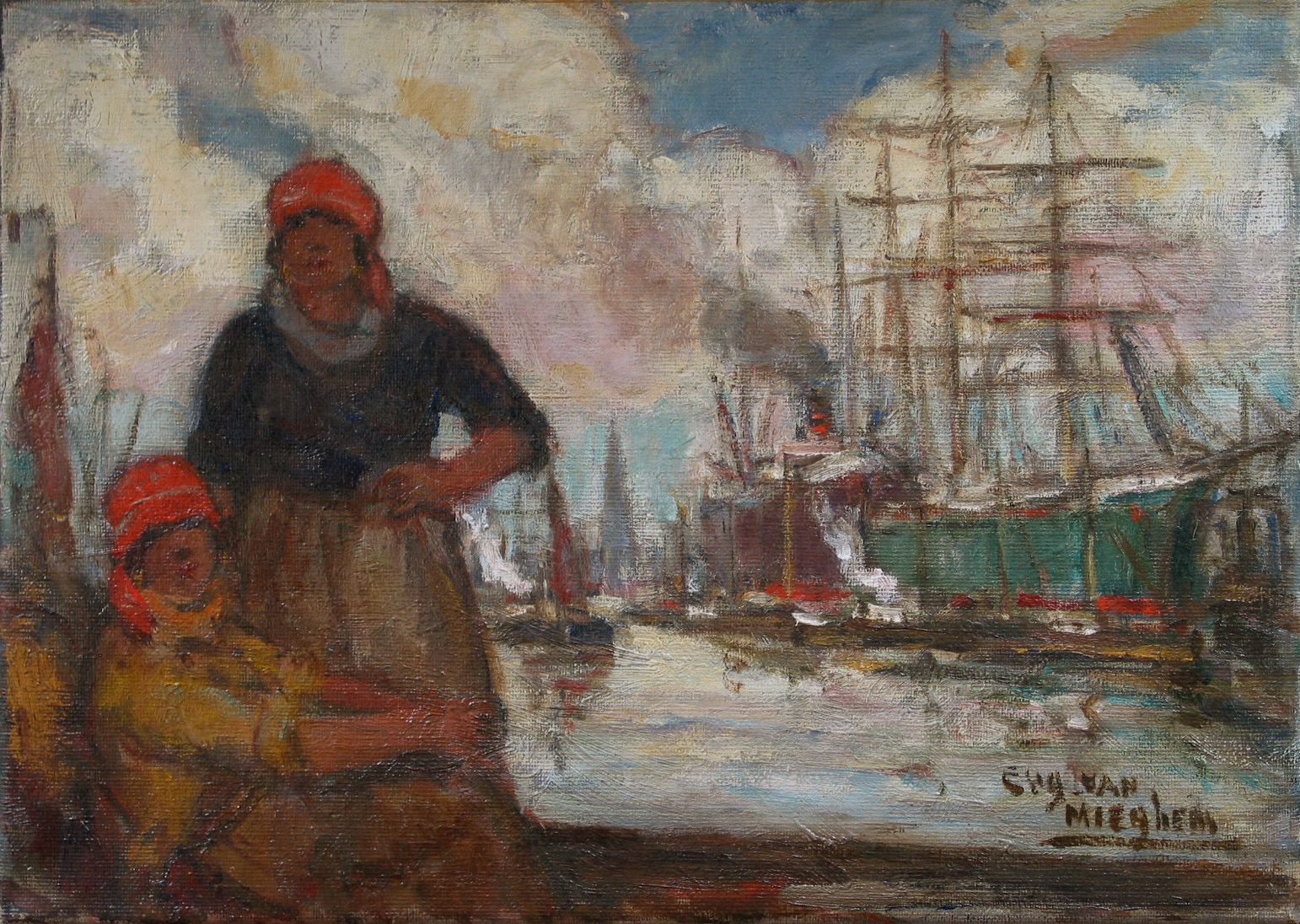
Femmes du port, localisation inconnue.

## Postérité
Le musée Eugeen Van Mieghem (nl) a été inauguré à Anvers le 24 mars 1993 à l’initiative de la Fondation Eugeen Van Mieghem. Musée privé, il expose environ 200 œuvres de l'artiste.